# Rintarō
Rintarō (jap. りんたろう), właściwie Shigeyuki Hayashi (jap. 林 重行 Hayashi Shigeyuki; ur. 22 stycznia 1941 w Tokio) – japoński reżyser filmów animowanych, jeden z założycieli i zarazem stały współpracownik studia Madhouse.
Rintarō znany był również pod pseudonimem Kuruma Hino.

## Kariera
Rintarō rozpoczął pracę w przemyśle filmowym w 1958 roku, gdy w wieku 17 lat rozpoczął pracę w Toei Animation jako pomocnik animatora przy filmie Hakujaden, następnie zatrudnił się w Mushi Productions, studiu filmowym Osamu Tezuki. Jego pierwszym samodzielnie reżyserowanym filmem był czwarty odcinek serii Astro Boy, nakręcony w 1963 roku. W 1971 roku opuścił Mushi Productions i od tej pory działa jako niezależny reżyser. Na początku lat 90. rozpoczął również działalność jako wykładowca uniwersytecki.

## Twórczość
Rintarō uważany jest za jednego z najwybitniejszych współczesnych japońskich reżyserów filmu animowanego. Tworząc, Rintarō inspirował się amerykańskimi westernami, filmami gangsterskimi, noir, jak również kinematografią francuską. Istotne znaczenie miała również twórczość Osamu Tezuki, z którym pracował nad Janguru Taitei i Astro Boy. W wywiadzie dla SciFi.com Rintaro sam wskazał, że reżyserując Metropolis (film oparty na mandze Osamu Tezuki), pragnął „oddać ducha Tezuki”.

## Nagrody i wyróżnienia
W 1996 roku wspólnie z Yoshinori Kanemori otrzymał nagrodę „Netizen’s Choice Award” na Puchon International Fantastic Film Festival za Aleksander Senki. W 2001 roku otrzymał nominację do nagród za najlepszy film na Katalońskim Międzynarodowym Festiwalu Filmowym w Sitges i za najlepszy film animowany na Międzynarodowym Festiwalu Filmowym Fant-Asia w Montrealu za Metropolis.

## Filmografia
- Hakujaden, film, 1958 – asystent animatora
- Shonen Sarutobi Sasuke, film, 1959 – asystent animatora
- Saiyuki, film, 1960 – asystent animatora
- Tetsuwan Atom (Astro Boy), seria TV, 1963 – animator, reżyser 4. odcinka
- Jungle Taitei, seria TV, 1965
- Shin Jungle Taitei, Susume Leo!, seria TV, 1966 – reżyser
- Wanpaku Tanteidan, seria TV, 1968 – reżyser
- Sabu to Ichi Torimonocho, seria TV, 1968 – reżyser
- Moomin, seria TV, 1969 – reżyser
- Hoshi no Ko Chobin, seria TV, 1974 – animacja, storyboard
- Wanpaku Omukashi Kum Kum, seria TV, 1975 – reżyser
- Manga Sekai Mukashi Banashi, seria TV, 1976 – reżyser odcinków
- Jetter Mars, seria TV, 1977 – reżyser
- Arrow Emblem: Grand Prix no Taka, seria TV, 1977 – reżyser
- Uchu Kaizoku Captain Harlock, seria TV, 1978 – reżyser
- Ginga Tetsudo 999, film, 1979 – reżyser
- Ganbare! Genki, seria TV, 1980 – reżyser
- Sayonara Ginga Tetsudo 999: Andromeda Shuchakueki, film, 1981 – reżyser
- Dr. Slump to Arale-chan: Hoyoyo Uchu Daiboken, film, 1982
- Waga seishun no Arcadia – Mugen kido SSX, seria TV, 1982 – reżyser
- Genma Taisen, film, 1983 – reżyser
- Kamui no Ken, film, 1985 – reżyser
- Hi no Tori: Houou Hen, film, 1986 – reżyser
- Toki no Tabibito Time Stranger, film, 1986 – produkcja
- Meikyu Monogatari (odcinek Mani Mani< Meikyu Monogatari), film, 1987 – reżyser
- X Densha Deiko, OAV, 1987 – reżyser
- Kaze no Matasaburo, OAV, 1988 – reżyser
- Tezuka Osamu Monogatari Boku wa Son Goku, 1989 – reżyser
- Record of Lodoss War, OAV, 1990 – storyboard odc. 3 i 7
- Dragon Quest: Dai no Boken, seria TV, 1991 – reżyser
- Teito Monogatari, OAV, 1991 – reżyser
- Gunnm, OAV, 1993
- X2: Double X, OAV, 1993 – reżyser
- Final Fantasy: Legend of the Crystals, OAV, 1994 – reżyser serii
- Shin Kujaku-Oh, OAV, 1994 – reżyser
- X, film, 1996 – reżyser
- Alexander Senki, seria TV, 1999 – producent
- Alexander Senki Gekijouban, film, 2000 – reżyser
- Metropolis, film, 2001 – reżyser
- Uchu Kaizoku Captain Harlock: The Endless Odyssey, OAV, 2003 – reżyser
- 48 × 61, OAV, 2004 – reżyser
- Master Keaton, OAV, 2004 – storyboard
- Mōsō Dairinin, seria TV, 2004 – storyboard
- Tenjo tenge, seria TV, 2004 – storyboard
- Paradise Kiss, seria TV, 2005 – storyboard